# Among My Swan
Among My Swan är bandet Mazzy Stars tredje album, utgivet 1996.
Låten "Happy" finns med på soundtracket till filmen Down in the Valley från 2005.

## Låtlista
1. "Disappear" – 4:04
2. "Flowers in December" – 4:57
3. "Rhymes of an Hour" – 4:12
4. "Cry, Cry" – 3:58
5. "Take Everything" – 4:53
6. "Still Cold" – 4:48
7. "All Your Sisters" – 5:16
8. "I've Been Let Down" – 3:17
9. "Roseblood" – 4:51
10. "Happy" – 3:58
11. "Umbilical" – 4:59
12. "Look on Down from the Bridge" – 4:47